# Бернабе Ривера (фудбалер)
Бернабе Ривера Нуњез  је био парагвајски фудбалски нападач који је играо за Парагвај на ФИФА-ином светском првенству 1930. Играо је и за Клуб Спортиво Лукуено.